# 电流模电路
電流模電路是基於電流模而非電壓模，進行分析及創造的電路，其中一個例子就是TL迴路。TL迴路即是滿足線性跨導原理的迴路，而線性跨導原理即指一條迴路中如果只有PN結，數量為偶數，並且正向與反向的數量相等，那麼正反方向的發射結電流密度就會相等。

## 歷史
20世紀末，以CB工藝為代表的微電子技術發展迅速，電流模電路因而誕生。電流模電路整體運行所需要的時間比電壓模電路短，非線性失真比較小，並且易於實現電流的存儲和轉移。此外，電流模電路呈現較低的電抗特性，故而具有較小的漂移電感 (stray-inductance) 。